# Hofkapel (Den Haag)

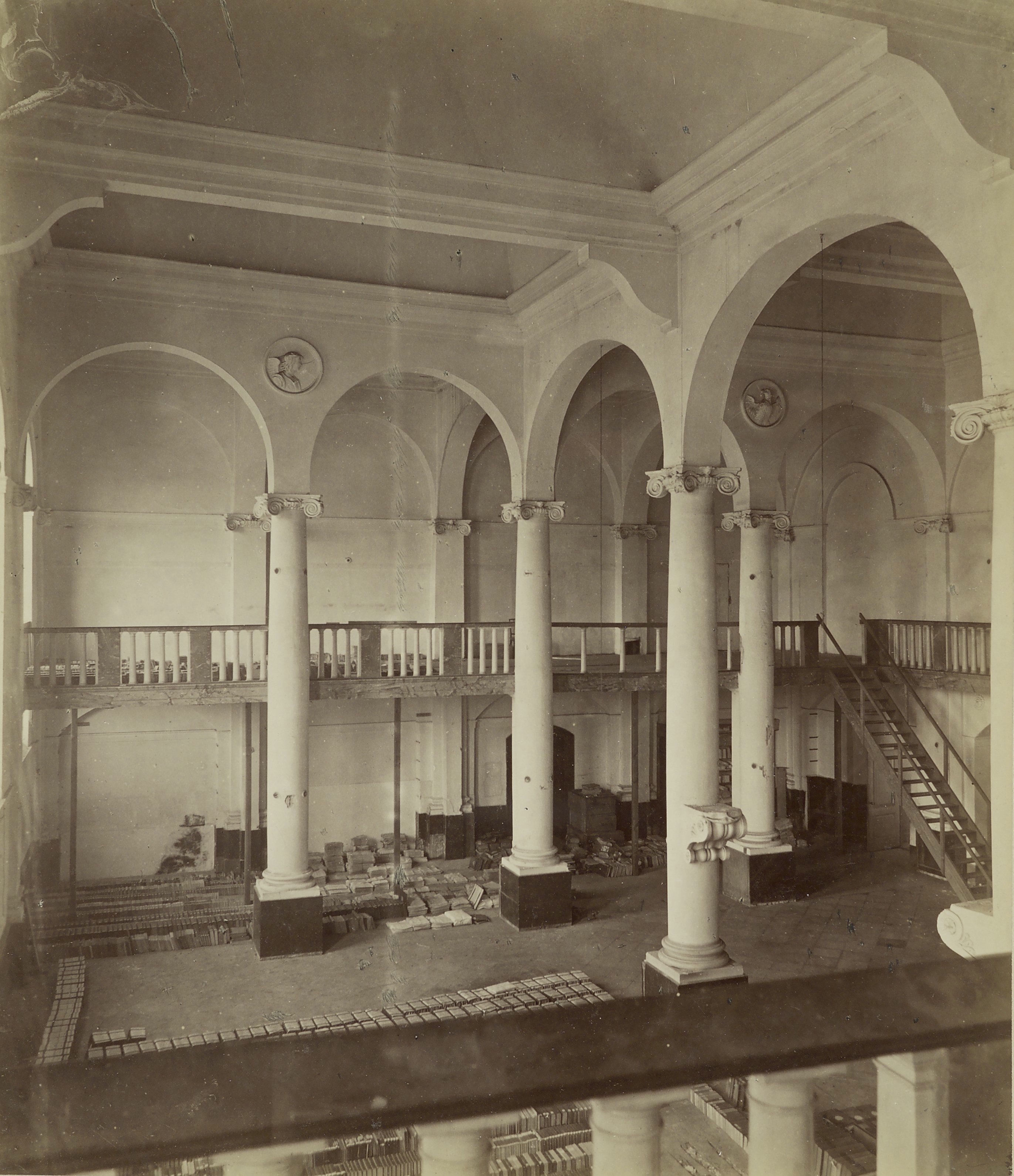
Interieur in 1879

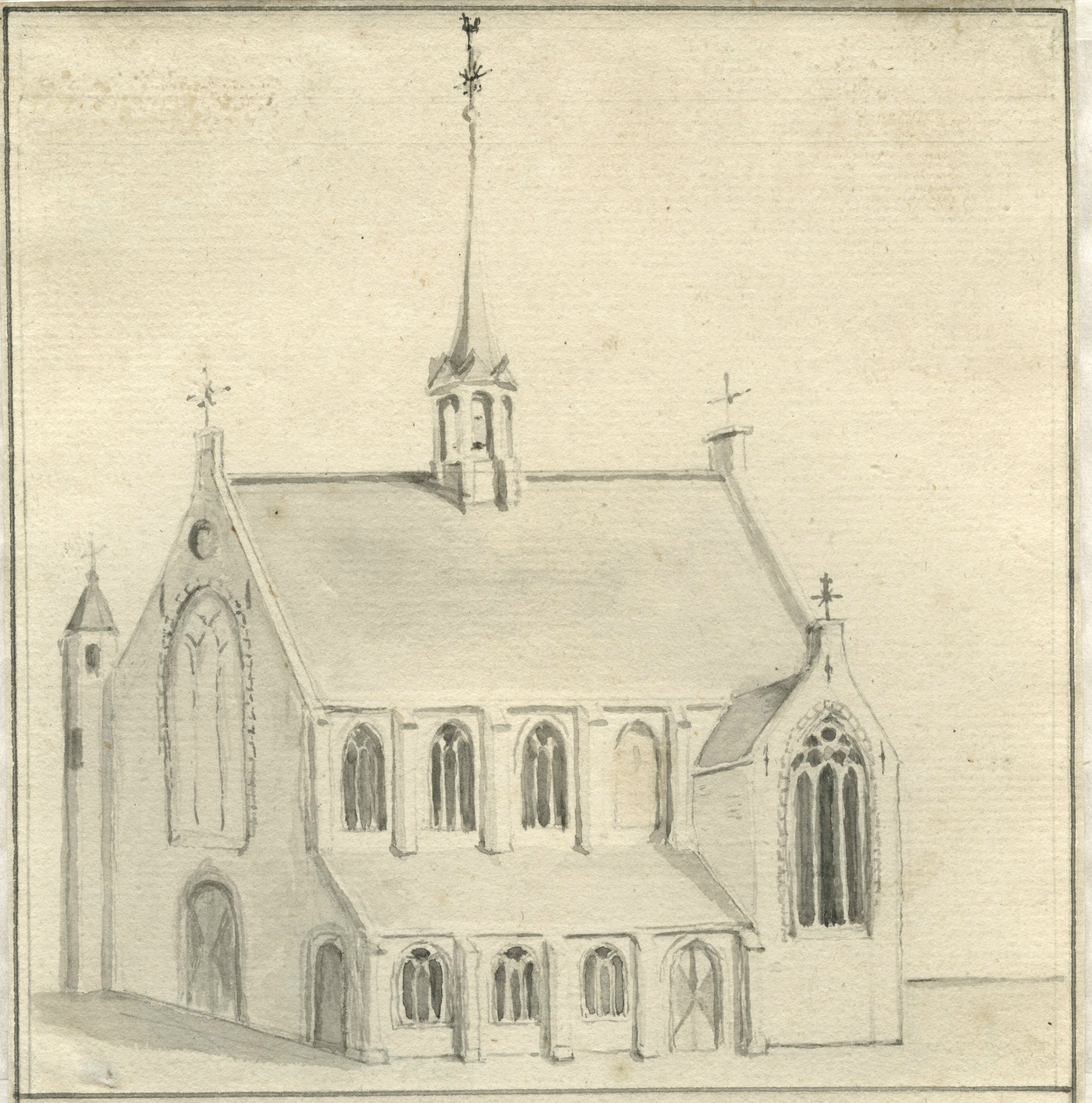
Hofkapel op het Binnenhof (tekening Albertus Frese, 1777)

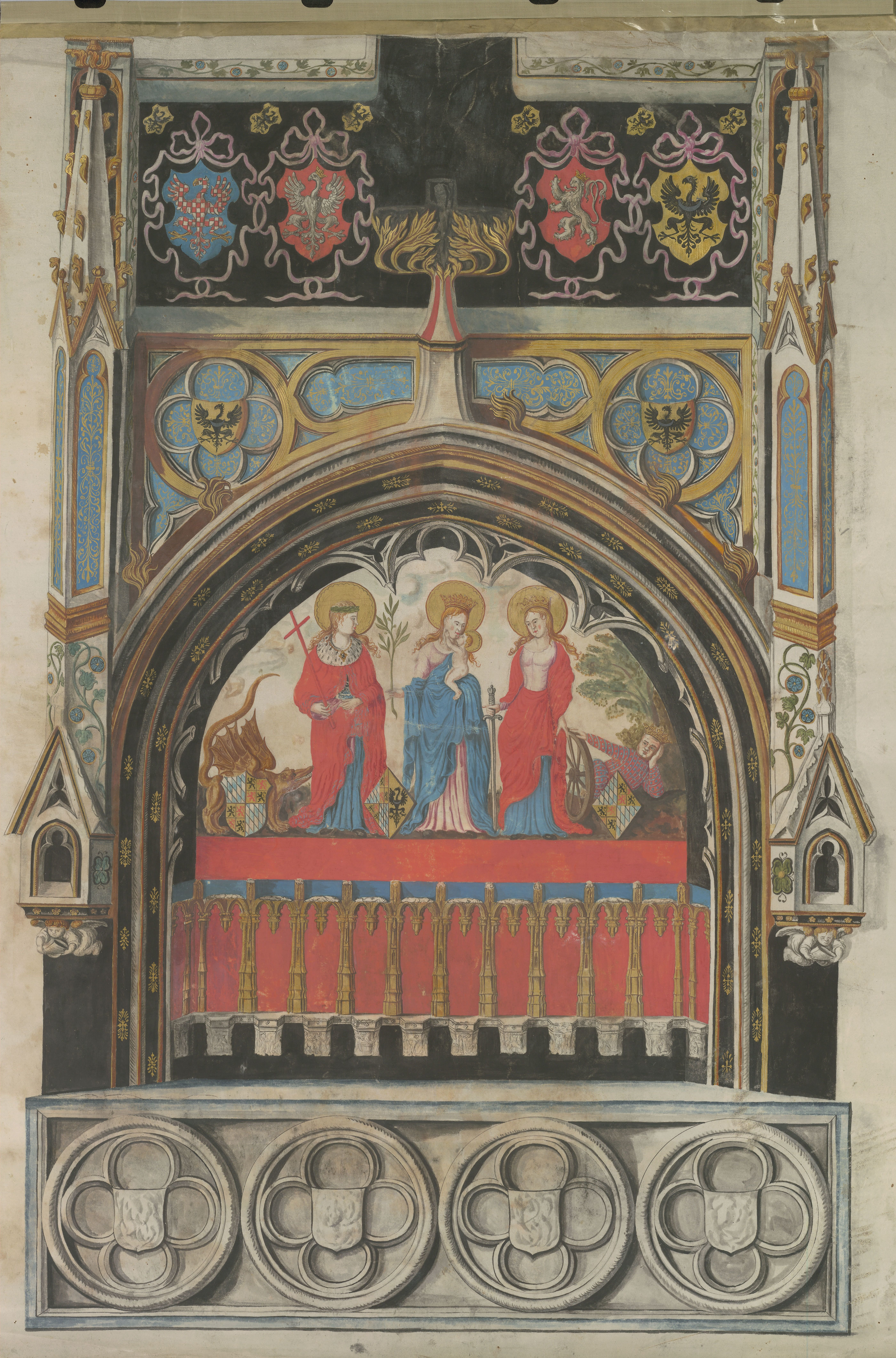
Tekening van de graftombe van Margaretha van Brieg (1342-1386)

De Hofkapel is een voormalige kapel op het Binnenhof in Den Haag. Tegenwoordig bevinden zich in het gebouw fractie-, commissie- en werkruimtes van de Eerste Kamer.

## Geschiedenis

### Oprichting

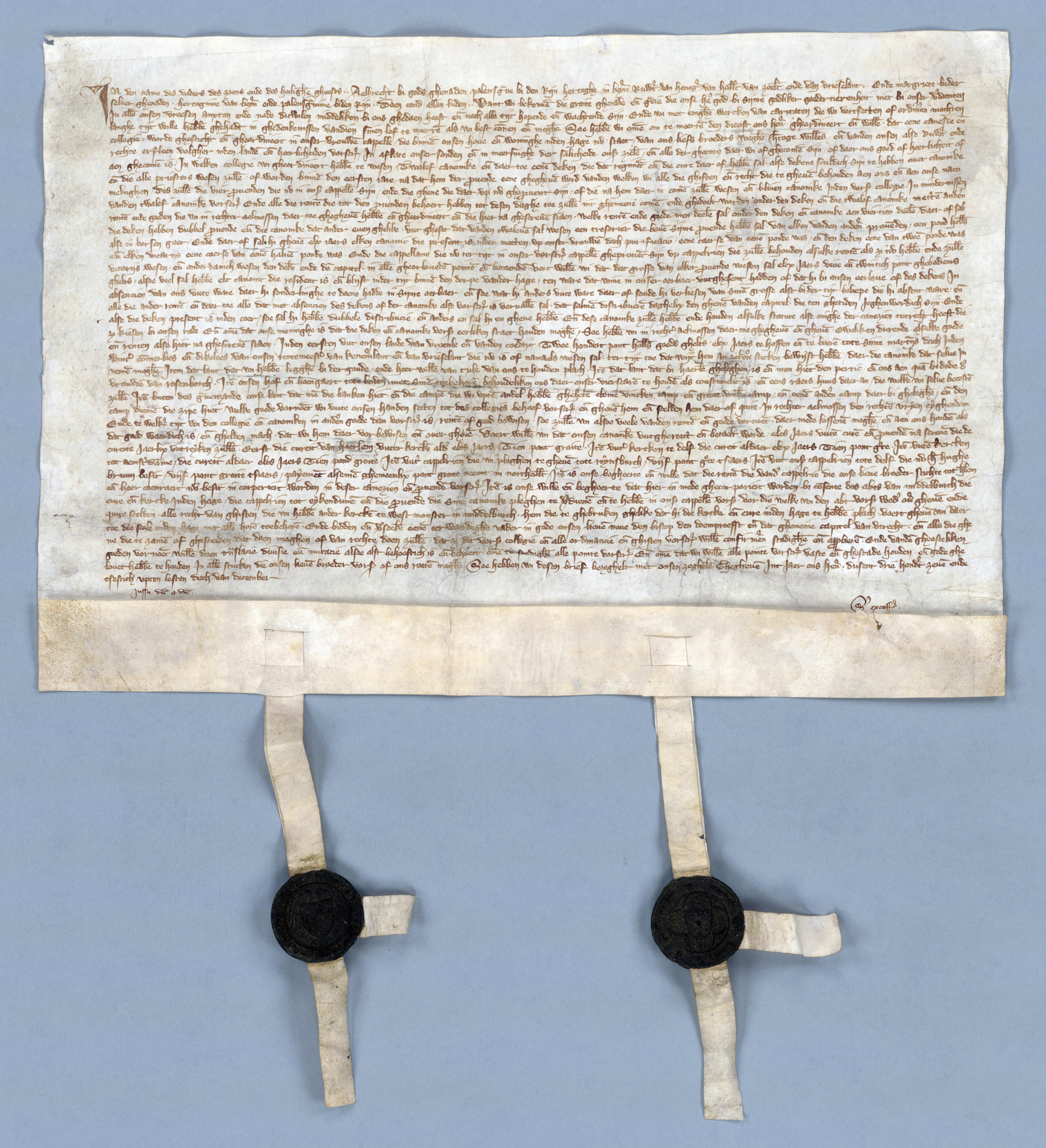
Albrecht van Beieren, graaf van Holland, en zijn vrouw Margaretha van Brieg, stichtten in 1367 een kapittel in de Hofkapel (Archief van het Kapittel van St. Marie op het Hof, bewaard in het Nationaal Archief)

De kapel werd in de 1289 gesticht door graaf Floris V als een hofkapel bij de Grafelijke zalen. De kapel was gewijd aan de heilige Maria en werd daardoor ook wel de kapel van Maria ten Hove genoemd. Het gebouw was 7,5 meter breed en 22 meter lang. In de veertiende eeuw schonk koning Karel V van Frankrijk een stuk van het heilig kruis en de doornenkroon aan Albrecht van Beieren, graaf van Holland, als relikwieën voor zijn hofkapel. In 1367 zou graaf Albrecht er een kapittel stichten, waarop hij twee jaar later een kapittelhuis liet bouwen naast de kapel.
Vele landsheren voegden iets toe aan de grafelijke kapel. Al in 1326 was er in de kapel een orgel aanwezig en in 1373 werd er na de stichting van het kapittel een oksaal in de kapel geplaatst. Daar tegenaan was een serie van houten gravenbeelden bevestigd. Wanneer een graaf van Holland overleed werd zijn beeltenis hieraan toegevoegd. Toen Margaretha van Brieg in 1386 overleed, werd er in de kapel een grafmonument opgericht, waar ook haar echtgenoot Albrecht van Beieren zijn laatste rustplaats in zou vinden. Ook zijn zoon Willem VI van Holland en Jacoba van Beieren werden in deze kapel begraven. Karel V was de laatste graaf van Holland die werd geëerd met een houten beeld aan het oksaal. In 1453 werd de kapel uitgebreid. In 1452 schonk Filips de Goede een gebrandschilderd raam aan de kapel. De kapel werd een jaar later in de lengte met een travee uitgebreid naar 28 meter. Maximiliaan I zou in 1494 een gebrandschilderd raam schenken. In 1552 en 1553 werd de kapel van een galerij aan de zuidzijde voorzien. 
Vanaf 1580 werd de kapel gebruikt voor de Hervormde kerkdienst en van 1591 tot 1807 door de Waalse kerk.

### Waalse kerk
Vanaf 1591 hield de Waals-Hervormde gemeente haar diensten in deze kapel, hernoemd tot de Franse Kerk. Tot de vaste kerkgangers behoorde Louise de Coligny, de weduwe van Willem van Oranje.
De kapel liep in 1644 grote brandschade op waarbij alleen de muren gespaard werden. Hij werd daarna voorzien van een nieuwe grenenhouten gotische kap naar ontwerp van Pieter Noorwits. De kapel is in 1688 verbreed, waartoe de oude muur aan de Hofvijverzijde uitgebroken werd, vervangen door pilaren en een extra parallelle zijbeuk met een schilddak werd aangelegd. Hoewel deze de brand van 1644 had overleefd, was van het grafmonument van graaf Albrecht en Margaretha volgens Jacob de Riemer in 1730 niet veel meer over. Ook het familiegraf van Johan van Oldenbarnevelt werd na de brand niet meer gebruikt. In de zeventiende of achttiende eeuw kreeg de kapel een dubbel entreegebouw.
Lodewijk Napoleon Bonaparte, de eerste koning van het Koninkrijk Holland van 1806 tot 1810, heeft tot september 1807 op het Binnenhof gewoond. Zodra hij in 1806 het Binnenhof als residentie betrok, moesten in de hofkapel katholieke diensten worden gehouden. Aan de Waals-Hervormden gaf Lodewijk Napoleon een bijdrage om aan het Noordeinde een nieuwe Waalse kerk te bouwen. Tot 1877 bleef de hofkapel in gebruik van de katholieken.

### Rijksbestemming

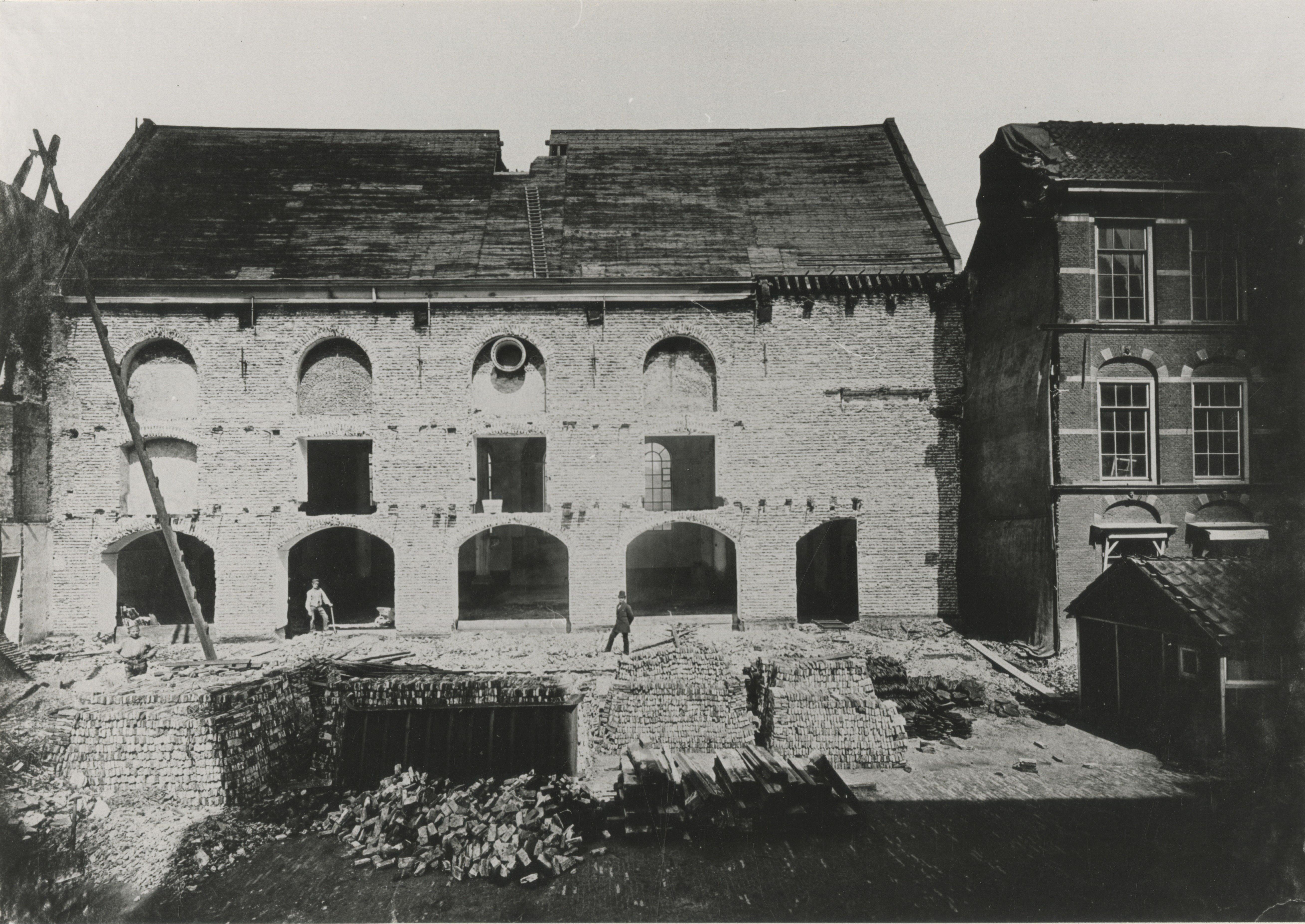
Verbouwing in 1879

In 1879 werd de kapel aan de Rijksoverheid verkocht. Na een ingrijpende verbouwing door architect Ferdinand Nieuwenhuis kreeg de kapel een nieuwe bestemming: hij werd onherkenbaar verbouwd tot kantoor in neorenaissance-stijl. Nieuwenhuis deelde de ruimte op in verdiepingen met een middengang met aan weerszijden kamers. In het verbouwde pand vond het toen nog jonge ministerie van Verkeer en Waterstaat onderdak. Het ministerie verliet het gebouw in 1970. Het pand werd in 1977 na een grondige renovatie in gebruik genomen door het Kabinet van de Minister-president en de Rijksvoorlichtingsdienst.

## Huidige situatie
Tegenwoordig bevinden zich in de voormalige hofkapel de fractie-, commissie- en werkruimtes van de Eerste Kamer. Op de zolder is nog het oude houten gotische plafond te zien. Onder de hofkapel bevindt zich de gedeeltelijk ingestorte en dichtgemetselde grafkelder van de graven van Holland. 